# Beverly Hills Cop (computerspel uit 2006)
Beverly Hills Cop is een computerspel dat in 2006 uitgebracht werd door Blast! Entertainment voor de PlayStation 2 en alleen beschikbaar was in Europa en Australië. Het spel is losjes gebaseerd op de Beverly Hills Cop-films.

## Verloop van het spel
De speler bestuurt Axel Foley in zes first-person shooter-missies die zich zowel buiten als binnen afspelen in Los Angeles. Er zijn zes wapens beschikbaar, waaronder een pistool, machinegeweer en jachtgeweer.

## Productie
Blast Entertainment betrad in 2006 de markt van de PlayStation 2-computerspellen, wat redelijk laat was. Ze probeerden alsnog een graantje mee te pikken door een reeks goedkope computerspellen uit te brengen die gebaseerd waren op bekende televisieseries en films. Daartoe kochten ze de rechten op een aantal kaskrakers uit de jaren 80 en 90, waaronder Beverly Hills Cop (1984), Top Gun (1986), An American Tale (1986), Home Alone (1990), Jumanji (1995) en Dr. Dolittle (1998).
Wat Blast echter miste, waren de rechten om de beeltenissen van de acteurs in hun games te gebruiken. Daarom hebben de meeste van hun filmgames helemaal geen menselijke personages of gebruiken ze in plaats daarvan generieke personages. Jumanji was slechts een bordspel met uitsluitend dieren, terwijl Home Alone een generiek blond kind had dat het opnam tegen een bende cartoonachtige schurken. Beverly Hills Cop had een kale protagonist die meer leek op Vin Diesel dan op grappenmaker Eddie Murphy. Vreemd genoeg was dit geen nieuw personage, hij werd nog steeds Axel Foley genoemd.
De uitwerking van het spel was zo goedkoop mogelijk en in recordtijd uitgevoerd, met als gevolg weinig muziek en hoekige personages en decors. De implementatie was erop gericht om de speelduur zoveel mogelijk te rekken en het schieten voelde slordig en houterig aan, met sukkelachtige wapens die onrealistisch vuurden. Hoewel de PlayStation 2 dvd's kan lezen werd het spel verdeeld op een cd, vermoedelijk om de productiekosten laag te houden.

## Ontvangst
De recensies van het spel waren ronduit vernietigend. Padraig Cotter van de entertainmentwebsite WhatCulture zei dat het spel "een slecht ontworpen puinhoop was, met vreselijke stealth-missies die zonder duidelijke reden kunnen mislukken, afschuwelijke AI, een schamele hoeveelheid levels en lastige schietmechanismen". Zach Ames van smosh.com zette Beverly Hills Cop op nummer 2 in zijn lijst van "5 videogames gebaseerd op films die nergens op slaan". Hij bekritiseerde het feit dat Foley's personage in het spel niet eens op Eddie Murphy leek. Jeff Gerstmann van Giant Bomb noemde het spel "de 9/11 van computerspellen".